# Mikko Holm
Mikko Holm (ur. 18 marca 1890 w Outokumpu, zm. 17 marca 1975) – zapaśnik reprezentujący Finlandię. Olimpijczyk ze Sztokholmu 1912, gdzie zajął szóste miejsce w wadze średniej.

## Letnie Igrzyska Olimpijskie 1912
| Konkurencja           | Rundy eliminacyjne    | Rundy eliminacyjne      | Rundy eliminacyjne | Rundy eliminacyjne      | Rundy eliminacyjne   | Klas. końcowa |
| Konkurencja           | Przeciwnik I          | Przeciwnik II           | Przeciwnik III     | Przeciwnik IV           | Przeciwnik V         | Miejsce       |
| --------------------- | --------------------- | ----------------------- | ------------------ | ----------------------- | -------------------- | ------------- |
| 75 kg styl klasyczny. | Joseph Merkle (GER) P | Anders Andersen (DEN) Z | Adolf Kurz (GER) Z | Fritz Johansson (SWE) Z | Konrad Åberg (FIN) P | 6.            |